# Slovakiaring
De Slovakiaring is een permanent circuit in Orechová Potôň, okres Dunajská Streda in Slowakije en ongeveer 30 km van de Luchthaven Bratislava. Andreas Zuber heeft het huidige ronderecord in handen, dat hij neerzette in een EuroBOSS-race. In 2012 wordt hier voor het eerst een ronde gehouden van het WTCC, dat geldt als invaller voor de Argentijnse race.